# Rainis (Talaudinseln)
Rainis ist ein indonesischer Distrikt (Kecamatan) auf der Insel Karakelong, nordöstlich von Sulawesi. Verwaltungssitz ist der an der Ostküste gelegene Ort Rainis.

## Geographie
Rainis nimmt einen großen Teil des Ostens der Insel Karakelong ein. Nördlich liegt der Distrikt Tampan’Amma, westlich der Distrikt Beo und südlich der Distrikt Pulutan. Im Osten befindet sich die Molukkensee.
Der Verwaltungssitz Rainis liegt am Südufer der Rainisbucht.

## Verwaltungsgliederung
Rainis gehört zum Regierungsbezirk (Kabupaten) der Talaudinseln in der Provinz Nordsulawesi (Sulawesi Utara). Der Distrikt unterteilt sich in elf administrative Dörfer (Desa).
| „Dorf“ (Desa)               | Fläche   | Einwohner (2017) | Bevölkerungs- dichte |
| --------------------------- | -------- | ---------------- | -------------------- |
| Alo                         | 8,19 km² | 852              | 104                  |
| Bantane                     | 9,10 km² | 691              | 75,9                 |
| Nord-Alo (Alo Utara)        | 7,13 km² | 512              | 71,8                 |
| Nordbantane (Bantane Utara) | 8,14 km² | 677              | 83,2                 |
| Nordnunu (Nunu Utara)       | 8,40 km² | 334              | 39,8                 |
| Nunu                        | 7,82 km² | 545              | 69,7                 |
| Parangen                    | 8,20 km² | 637              | 77,7                 |
| Rainis                      | 8,90 km² | 854              | 96,4                 |
| Rainis Baru Penga           | 7,50 km² | 572              | 76,3                 |
| Tabang                      | 8,15 km² | 780              | 95,7                 |
| Westtabang (Tabang Barat)   | 9,30 km² | 724              | 77,8                 |

## Einwohner
2017 lebten im Distrikt Reinis 7078 Menschen, davon waren 7018 protestantische Christen, 50 Muslime und 10 Katholiken. 18 Kirchen stehen im Distrikt.